# Kazimierz Łodziński
Kazimierz Łodziński, ps. „Markiz”, „Kapsiut” (ur. 28 sierpnia 1922 w Radziejowie, zm. 8 lipca 2011 w Warszawie) – profesor zwyczajny, doktor habilitowany nauk medycznych, chirurg, sierżant podchorąży Armii Krajowej, żołnierz batalionu „Zośka”. Był ostatnim żyjącym uczestnikiem Akcji pod Arsenałem.

## Lata młodzieńcze
Urodził się 28 sierpnia 1928 w Radziejowie, w rodzinie Antoniego, sanitariusza w wojnie polsko-bolszewickiej, farmaceuty, który zginął w obozie koncentracyjnym Auschwitz, i Anny z Gutkowskich. Miał siostrę Marię, łączniczkę w powstaniu warszawskim.
W latach 1930–1934 uczęszczał do Prywatnej Szkoły Powszechnej im. Jana Długosza we Włocławku, następnie przez rok był uczniem Gimnazjum Ziemi Kujawskiej. Od 1935 pobierał naukę w III Miejskim Gimnazjum i Liceum Męskim im. Hugona Kołłątaja w Warszawie, gdzie w 1938 uzyskał małą maturę. Naukę kontynuował w IV Miejskim Męskim Gimnazjum i Liceum im. gen. Jakuba Jasińskiego. Od 1934 należał do 80. Warszawskiej Drużyny Harcerskiej im. Jędrzeja Śniadeckiego (później im. Bolesława Chrobrego), działającej przy III Gimnazjum.

## II wojna światowa
We wrześniu 1939 był w 36 pułku piechoty, później w Samodzielnej Grupie Operacyjnej „Polesie” pod dowództwem gen. Kleeberga. Ranny pod Kockiem przedostał się do Warszawy. Wszedł do organizacji Małego Sabotażu „Wawer”. 
Podczas okupacji niemieckiej na tajnych kompletach otrzymał w 1940 świadectwo dojrzałości. Po zdaniu matury uczęszczał na kursy Państwowej Wyższej Szkoły Budowy Maszyn i Elektrotechniki im. H. Wawelberga i S. Rotwanda, a od 1941 studiował w Prywatnej Szkole dla Pomocniczego Personelu Sanitarnego doc. Jana Zaorskiego, będącej tajnym Wydziałem Medycyny Uniwersytetu Warszawskiego.
Należał do Grup Szturmowych Szarych Szeregów. Brał udział w akcjach:
- akcja pod Arsenałem (ubezpieczenie od strony placu Krasińskich);
- akcja Góral;
- akcja Sieczychy (grupa „Atak III”, atakująca budynek szkoły);
- akcja pod Pogorzelą (ostrzelanie pociągu urlopowego, przewożącego Niemców; 23/24 października 1943 );
- akcja Pa II (szkolenie bojowe w warunkach polowych, baza leśna; czerwiec 1944 );

Był w 1. drużynie Jerzego Gawina w III plutonie „Felek” 2. kompanii „Rudy” batalionu „Zośka”. Nie brał udziału w powstaniu warszawskim. Nie dotarł na koncentrację przed Godziną „W” z powodu rany, którą odniósł na bazie leśnej.

## Losy powojenne
Po wojnie ceniony chirurg. W lutym 1947 uzyskał dyplom lekarski i rozpoczął pracę w Klinice Chirurgii Dziecięcej w Warszawie. Równocześnie pełnił funkcję asystenta w Katedrze Anatomii Prawidłowej warszawskiej Akademii Stomatologicznej. W 1949 został powołany jako lekarz do Ludowego Wojska Polskiego. Służył w jednostce pancernej w Braniewie. Zwolniony z wojska w 1953 w stopniu podporucznika powrócił do Warszawy. Od kwietnia 1953 do końca 1992 pracował w Klinice Chirurgii Dzieci i Młodzieży Instytutu Matki i Dziecka. Do 1981 pełnił funkcję adiunkta, następnie do 1992 był kierownikiem tej placówki. W 1951 uzyskał stopień doktora nauk medycznych. W 1966 za prace nad wprowadzeniem w Polsce chirurgicznego leczenia wodogłowia metodą przeciekową otrzymał stopień doktora habilitowanego. W 1975 został mianowany profesorem nadzwyczajnym, a w 1985 profesorem zwyczajnym.
Od 1951 był członkiem Towarzystwa Chirurgów Polskich. Od 1965 w Polskim Towarzystwie Chirurgów Dziecięcych pełni kolejno funkcje skarbnika, wiceprezesa, w latach 1970–1977 prezesa, a w latach 1977–1992 sekretarza generalnego. W styczniu 1993 przeszedł na emeryturę.
Za osiągnięcia w dziedzinie chirurgii, z rąk rektora Akademii Medycznej w Warszawie otrzymał Jubileuszowy Medal im. Tytusa Chałubińskiego.
Od 1966 uczestniczył w życiu Środowiska byłych żołnierzy batalionu „Zośka”, którego w latach 1979–1990 był przewodniczącym. Współzałożyciel w 1988 i członek Społecznego Komitetu Opieki nad Grobami Poległych Żołnierzy Batalionu „Zośka” - od 1993 jego przewodniczący.
Od stycznia 1944 był mężem Stanisławy z Jóźwików (1922–2012), z którą miał trzech synów: Antoniego (ur. 1944), Pawła (ur. 1947) i Andrzeja (ur. 1951).
Spoczywa z żoną w kwaterze Panteonu Żołnierzy Polski Walczącej na cmentarzu Wojskowym na Powązkach (kwatera D 18-P01-4).

## Ordery i odznaczenia
- Krzyż Komandorski Orderu Odrodzenia Polski (2003)[6][7]
- Krzyż Walecznych[8]
- Warszawski Krzyż Powstańczy[8]
- Krzyż Armii Krajowej[8]
- Medal 10-lecia Polski Ludowej (13 stycznia 1955)[9]